# IFK Skoghall
IFK Skoghall är en idrottsförening i Hammarö kommun i Sverige, bildad 1963.

## Historia
IFK Skoghall bildades 1963 efter en sammanslagning av Skoghalls IF och Vidöns IK. Föreningen var då verksam inom fotboll, bandy, ishockey och handboll. 
Sedermera har ishockey, bandy och handboll bildat egna föreningar, som Hammarö HC, Delta BK och IFK Hammarö. 
Idag är IFK Skoghall uppdelat i två separata IFK-föreningar. IFK Skoghall Herrfotboll och IFK Skoghall Damfotboll.

## IFK Skoghall Damfotboll
IFK Skoghall Damfotboll är idag (2016) en av Värmlands största föreningar, alla idrotter inräknade, och har idag ca 300 aktiva tjejer från sex år och uppåt.
IFK Skoghall Damfotbolls A-lag spelar i division 1 och slutade 2016 på en åttondeplats i division 1 norra Götaland. 

## IFK Skoghall Herrfotboll
IFK Skoghall Herrfotboll består idag (2016) av cirka 450 barn och ungdomar, cirka 60 vuxna spelare och 40 tränare och ledare.
IFK Skoghall Herrfotboll A-lag spelar i division 4 från säsongen 18/19 då dom var obesegrade i division 5.

## Framgångsrika spelare
IFK Skoghall Dam är moderklubb till Kathlene Fernström, född 26 augusti 1986. Kathlene har spelat i Damallsvenskan för Jitex BK och Kopparbergs/Göteborg FC. 
Kathlene har även spelat tre landskaper med svenska U21-landslaget.
Damerna har även fostrat Emilie Andersson, född 13 september 1996 som under 2016 spelade i Damallsvenskan för Mallbackens IF. Under 2017 kommer Emelie att spela för KIF Örebro DFF.
Emilie har spelat 16 matcher med svenska U19-landslaget. 